# Beratón
Beratón ist ein kleines Bergdorf und eine Gemeinde (municipio) mit nur noch 41 Einwohnern (Stand: 2024) in der spanischen Provinz Soria in der Autonomen Gemeinschaft Kastilien-León.

## Lage
Der Ort Beratón liegt zu Füßen der maximal ca. 2315 m hohen Sierra de Moncayo im äußersten Osten der Provinz Soria in einer Höhe von ca. 1400 m. Die Entfernung zur Provinzhauptstadt Soria, beträgt etwa 70 km (Fahrtstrecke) in westlicher Richtung. Das Klima ist gemäßigt bis warm; Regen (ca. 690 mm/Jahr) fällt übers Jahr verteilt.

## Bevölkerungsentwicklung
| Jahr      | 1857 | 1900 | 1950 | 2000 | 2017 |
| Einwohner | 706  | 395  | 393  | 34   | 28   |

Die Mechanisierung der Landwirtschaft und die Aufgabe bäuerlicher Kleinbetriebe führten seit den 1960er Jahren zu einem Verlust von Arbeitsplätzen, der wiederum eine Abwanderung der Bevölkerung in die Städte (Landflucht) auslöste.

## Wirtschaft
Auf den kargen Böden der kalten Hochflächen der Provinz Soria war – mit Ausnahme von Gerste – kaum Getreideanbau möglich. Die Bevölkerung lebte jahrhundertelang von der Zucht von Schafen und Ziegen, aus deren Milch Käse hergestellt wurde, der sich nach mühsamem Transport auf den Märkten verkaufen oder gegen Mehl etc. eintauschen ließ. Die Wolle der Schafe wurde versponnen und im Winter zu Stoffbahnen verwoben, aus denen einfache Kleidung hergestellt wurde. Ziegenhaare eigneten sich nur zur Herstellung von wetterfesten Überwürfen (ponchos) oder von Säcken, Seilen etc. Heute spielt der Wander- und Erholungstourismus eine bedeutende Rolle.

## Geschichte
Kelten, Römer, Westgoten und selbst die Mauren haben keine archäologisch verwertbaren Spuren hinterlassen; wahrscheinlich waren es Jäger und Hirten, die das Hochtal zuerst entdeckten.

## Sehenswürdigkeiten
- Die kleine Pfarrkirche San Pedro Apóstol stammt aus dem 15. bis 18. Jahrhundert; ihr Glockenturm (campanar) überragt den Kirchenbau nur geringfügig. Das Innere zeigt ein gotisches Rippengewölbe im Chorbereich und ein Altarretabel (retablo) aus der Zeit der Renaissance.[4]
- Auf einem runden abgetreppten Sockel vor der Kirche erhebt sich ein im Grundriss quadratischer Pfeiler mit einem schmiedeeisernen Kreuz an der Spitze.
- Am südlichen Ortsrand steht das Cruz de Canto, ein im frühen 20. Jahrhundert errichtetes Wegkreuz, in dessen Nähe sich ein Aussichtspunkt (mirador) befindet.